# 北中込站
北中込站（日语：／ Kita-Nakagomi eki */?）是位於長野縣佐久市中込，屬於東日本旅客鐵道（JR東日本）的小海線車站。

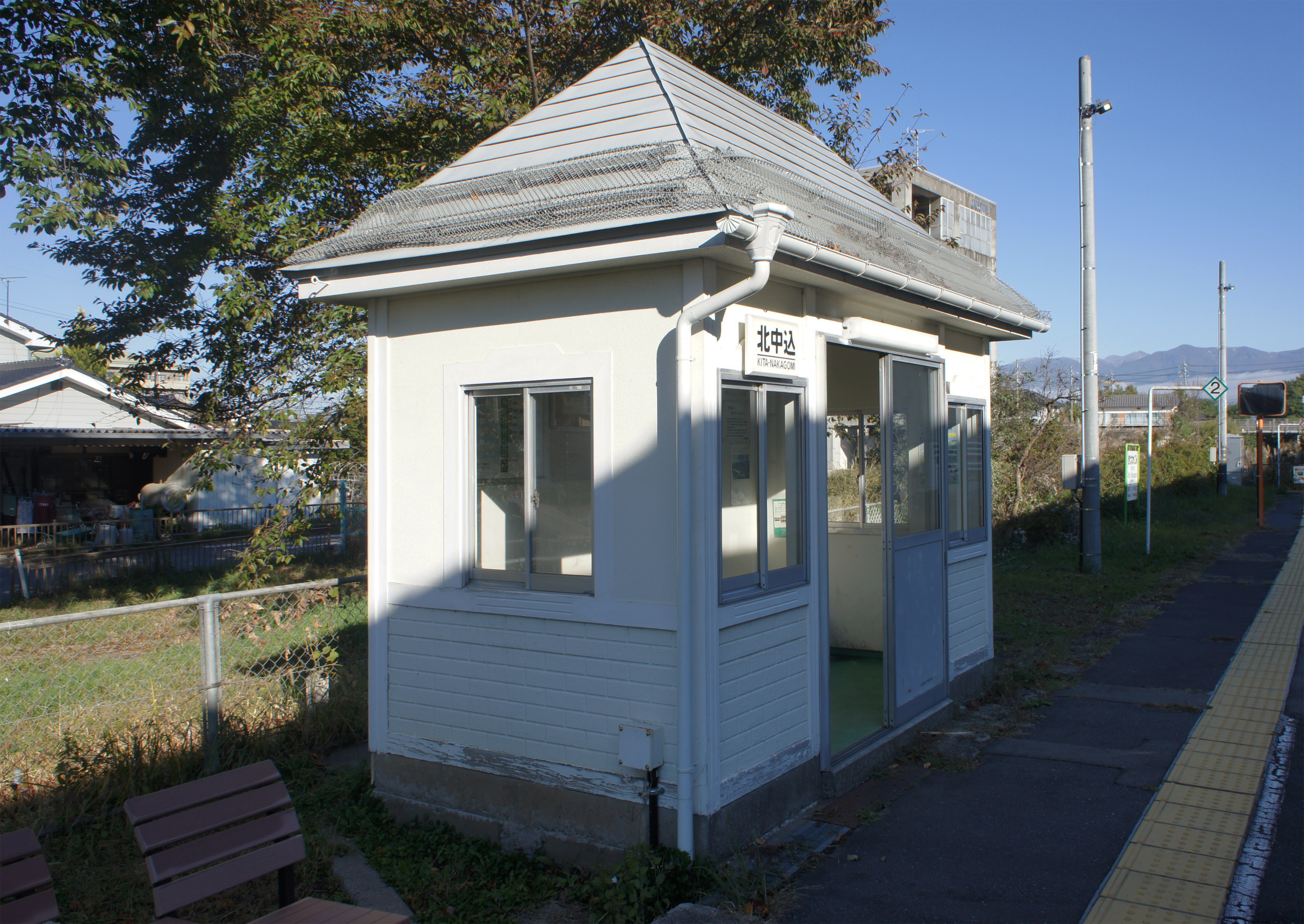
候車室(2021年10月)

## 歷史
- 1915年（大正4年）8月8日：佐久鐵道 小諸站至中込站之間開通，此站啟用。當時此站名為久保停留所[1][2]。為旅客車站。
- 1934年（昭和9年）9月1日：佐久鐵道被國有化，成為國鐵久保站[3]。
- 1944年（昭和19年）3月1日：車站向滑津一方遷移100米，並改名為北中込站[1]。同時開始貨物起卸業務[1]。
- 1981年（昭和56年）1月20日：終止貨物起卸業務[4]。
- 1987年（昭和62年）4月1日：伴隨國鐵分割民營化，車站由東日本旅客鐵道（JR東日本）營運[5][6]

## 車站構造
本站是地面車站，設有1面1線單式月台。

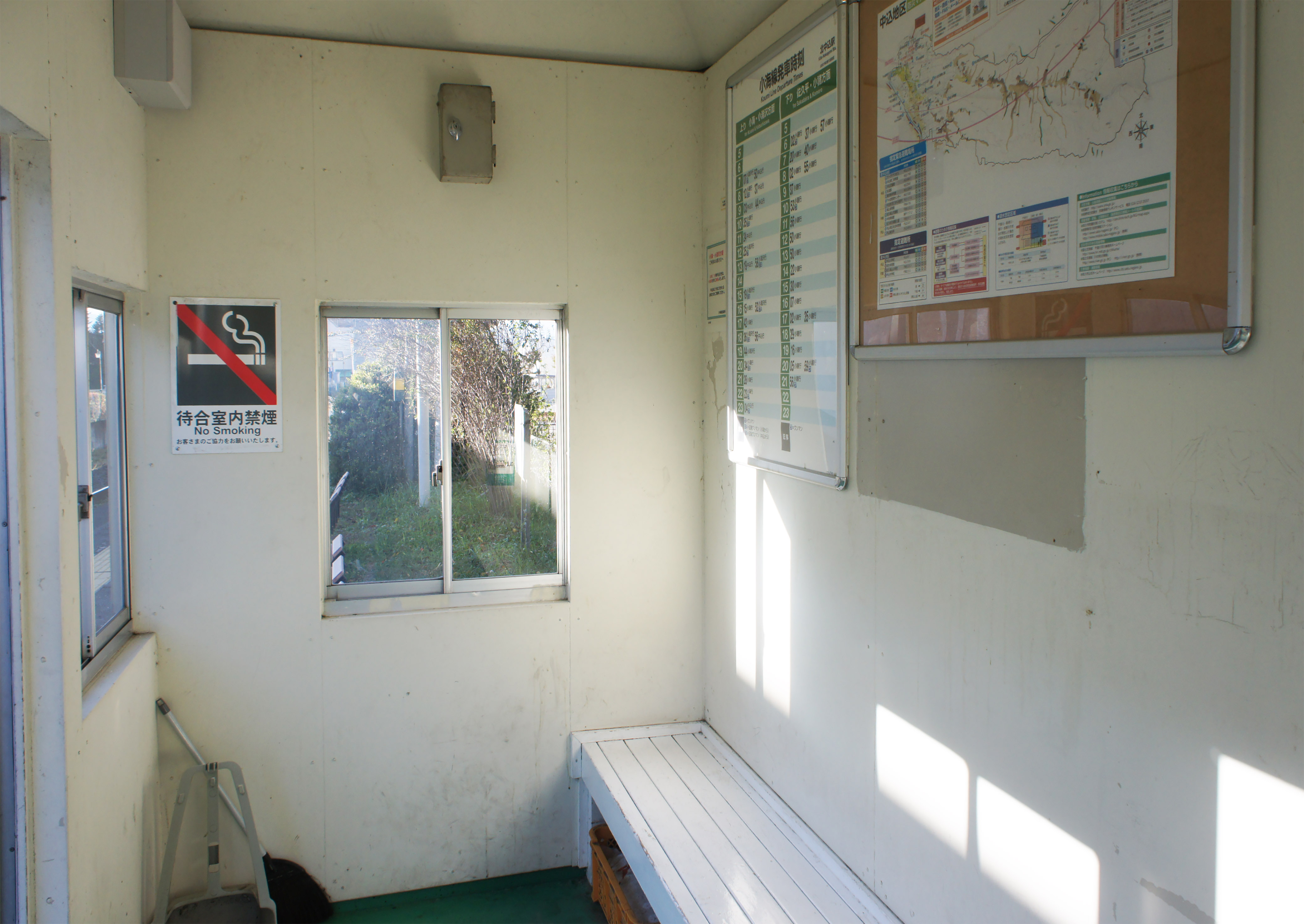
候車室内(2021年10月)

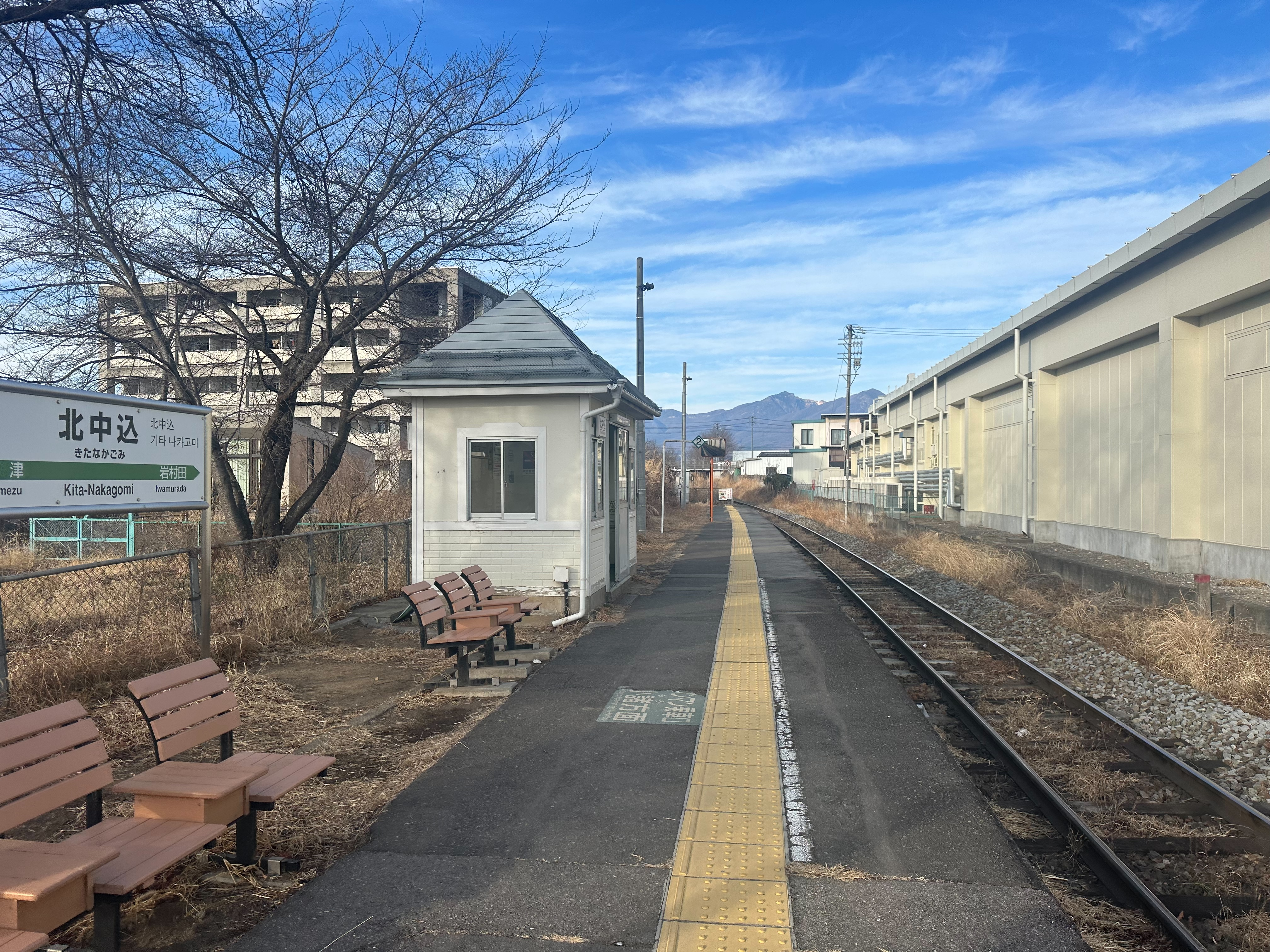
月台(2023年12月)

此站是無人車站，月台上設有候車室。此站設有自動售票機。
車站東邊設有The Big超級市場，曾經該處為木材貨物月台，該月台路軌連接小海線路軌。

## 利用狀況
根據「長野縣統計書」，以下為1日平均乘車人次：
- 2007年度 - 243人[1]
- 2009年度 - 234人[1]
- 2010年度 - 260人
- 2011年度 - 282人

## 車站周邊
- 長野縣立駒場公園[1]（設有圖書館、美術館和泳池等設施[4]。）
  - 佐久市立中央圖書館（日语：佐久市立図書館）
  - 佐久市立近代美術館（日语：佐久市立近代美術館）
- 佐久市政廳[1]
- 佐久消防署
- 綜合體育館
- 長野縣立武道館（日语：長野県立武道館）
- 地球環境高校（日语：地球環境高校）
- 佐久市工業團地
- 三河田工業團地[1]
- 鶴屋（日语：ツルヤ (チェーンストア)）
- Golden Century、一萬里溫泉酒店
- 長野縣厚生連佐久綜合醫院（日语：佐久総合病院）佐久醫療中心

## 巴士路線
- 千曲巴士（日语：千曲バス）、中央區北巴士站
  - 佐久上田線
  - 中仙道線：從立科町公所前出發只有1班
- 佐久市循環巴士（北循環線）北中込站前巴士站
  - 佐久醫療中心 - 北中込站前　- 佐久市政廳 - 岩村田站前 - 佐久平站 - 佐久大學（日语：佐久大学）前 - 佐久醫療中心

## 相鄰車站
東日本旅客鐵道（JR東日本）
■小海線
滑津－北中込－岩村田

## 注腳
1. 1 2 3 4 5 6 7 8 9 10 11 12 13 14 15 16 17 18 19  信濃毎日新聞社出版部. . 信濃毎日新聞社. 2011-07-24: 140. ISBN 9784784071647 （日语）.
2. ↑  「軽便鉄道運輸開始」『官報』1915年8月19日（國立國會圖書館數碼化收藏）
3. ↑  「鉄道省告示第395・396号」『官報』1934年8月25日（國立國會圖書館數碼化收藏）
4. 1 2  . 週刊朝日百科. 12号 大宮駅・野辺山駅・川原湯温泉駅ほか92駅. 朝日新聞出版. 2012-10-28: 27 （日语）.
5. ↑  曾根悟（監修）. 朝日新聞出版分冊百科編集部（編集） , 编. . 週刊朝日百科. 3号 飯田線・身延線・小海線. 朝日新聞出版. 2009-07-26: 27 （日语）.
6. ↑  《交通年鑑 昭和63年版》交通協力會，1988年3月。

## 外部連結
- 車站資訊（北中込）：東日本旅客鐵道（日語）